# Odontobutis interrupta
Odontobutis interrupta — вид риб родини Odontobutidae. Прісноводна бентопелагічна субтропічна риба, є ендеміком Південної Кореї.